# Nomenclature bactérienne
La nomenclature bactérienne est la discipline qui établit les règles d'un langage international permettant de désigner par un même nom, des bactéries identiques dans n’importe quelle région du monde.
Comme dans les autres disciplines des sciences du vivant (botanique, zoologie…), la nomenclature des bactéries est binomiale avec la structure Genre espèces en italique. Toutefois, à la différence de la nomenclature pour les animaux ou les plantes, l'usage des italiques se maintient pour tous les rangs taxonomiques et pas uniquement pour le genre et l'espèce. Elle est réglementée par le Code International de la Nomenclature Bactérienne (version anglaise accessible en ligne), et dont la revue officielle l'International Journal for Systematic Bacteriology s'appelle désormais International Journal of Systematic and Evolutionary Microbiology (IJSEM).

## Nécessité des noms scientifiques
L'usage du nom binomial correct permet de désigner un taxon sans être obligé de décrire tous ses caractères, et à tous les spécialistes d'une même discipline de se comprendre sans ambiguïté. Par exemple, le simple fait de rapporter une souche bactérienne à la famille des Enterobacteriaceae indiquera à tout bactériologiste que cette souche réunit des bactéries à Gram négatif, en majorité non sporulées, aéro-anaérobies, etc. En bactériologie médicale, il est indispensable que l'ensemble des spécialistes concernés (épidémiologistes, chercheurs, cliniciens, fabricants de vaccins, etc.) utilisent une nomenclature commune pour pouvoir collaborer efficacement.
De plus, chaque langue nationale utilise de nombreux synonymes vernaculaires (non officiels) pour désigner une espèce bactérienne. Si certains noms conservent une valeur historique (« bacille de Koch » pour Mycobacterium tuberculosis, par exemple), d'autres sont source de confusions. Ainsi, le « vibrion septique » évoque le genre Vibrio, alors qu’il appartient aux Clostridium. Enfin, de tels noms n'étant compris que par certains francophones seulement, il est nécessaire de recourir aux noms scientifiques internationaux.

## Règles de priorité
Les règles de priorité sont les mêmes que pour les autres disciplines : lorsque deux espèces bactériennes sont regroupées dans un même genre, ou deux genres dans une même famille, selon de nouveaux critères, la règle d’antériorité de publication des noms de taxons prévaut pour désigner ce genre ou cette famille.
Depuis le 1er janvier 1980, la priorité est établie par la Approved Lists of Bacterial Names, régulièrement mise à jour dans International Journal of Systematic and Evolutionnary Microbiology (IJSEM) (anciennement appelé International Journal for Systematic Bacteriology jusqu'au 31 décembre 1999). Elle est accessible en ligne sur le site de Jean Euzéby sur la nomenclature bactérienne, régulièrement mis à jour.

## Rangs taxonomiques et abréviations
Comme en botanique ou en mycologie :
- le rang de sous-espèce est admis et noté subsp. (subspecies) suivi du nom latin en italiques (ou souligné).
- l’appartenance d’une souche isolée à un genre, sans précision de l’espèce, est notée du nom du genre suivi de sp. (species) tant que l'isolat n’est pas identifié à une espèce.
- Pour désigner toutes les espèces d’un genre, on fait suivre le nom du genre de spp. (au 31 décembre 1999)

Voir aussi la page Taxonomie (bactériologie)

## Mentions sans valeur nomenclaturale
Par contre, la subdivision d'espèces ou de sous-espèces en Biovars (ou biotypes), Sérovars (sérotypes), Lysovars (lysotypes) et en Pathovars (ou pathotypes), généralement écrit avec une majuscule initiale, ne constituent pas des noms scientifiques mais des références pratiques ou des critères pathologiques, géographiques, etc.
Ainsi, « Pasteurella multocida subsp multocida sérotype D toxinogène » signifiera que la souche identifiée (associée à la rhinite atrophique du porcelet) appartient :
- au genre Pasteurella (selon des critères morphologiques, tests, etc.)
- à l’espèce multocida (selon des critères biochimiques, biotypie, etc.)
- à la sous-espèce multocida (mêmes critères)
- au sérogroupe capsulaire D (mise en évidence par sérotypie)
- qu'il produit une dermo-nécro-toxine (mise en évidence par pathotypie).

## Conditions de validité des taxons
Pour que la description princeps soit valide, l'espèce bactérienne doit être :
- isolée et cultivée (sauf quelques exceptions)
- bien caractérisée sur le plan phénotypique
- identifiée par la culture d'une souche type, les autres souches présentant une grande similarité de génome (démontrée par des courbes de dénaturation-renaturation de leur ADN avec celui de la souche type)
- son phénotype doit présenter au moins une différence avec une espèce déjà décrite
- son binôme doit respecter la syntaxe latine et avoir été approuvé par le comité homologué par l'International Code of Nomenclature of Bacteria (sauf si la publication est faite dans l'IJSEM)
- Des sous-espèces peuvent être décrites si le pourcentage de similarité de génome est à limite ou si le phénotype est très différent.
- Chaque genre bactérien doit également être identifié à une souche type du genre.

## Conditions de publication
- Pour être valide et officiel, le nom d'une nouvelle espèce doit être publié dans un journal, sous forme d'un article décrivant l'espèce.
- Pour être légitime, la description doit être complète et respecter les règles établies.
- L'espèce ne doit pas avoir été déjà décrite.